# Bảy Hiền
Bảy Hiền là một phường thuộc Thành phố Hồ Chí Minh, Việt Nam.

## Tên gọi
Cái tên "Bảy Hiền" được cho là xuất phát từ ông Trần Văn Hiền, một địa chủ giàu có sở hữu nhiều đất đai ở khu vực này vào đầu thế kỷ 20. Ông Trần Văn Hiền, sinh ra trong gia đình hơn 10 anh chị em và mất năm 1922, được người dân địa phương kính trọng vì thường xuyên giúp đỡ người nghèo.
Theo lời kể của cha ông Trần Văn Đức, khắp các ruộng lúa quanh khu vực này đều thuộc sở hữu của ông "Bảy". Khi dân chúng đói nghèo, ông "Bảy" thường phát gạo, phát tiền, từ đó người dân truyền tai nhau rằng ai gặp khó khăn cứ đến ngã tư nhà ông "Bảy", và dần dần nơi đây được gọi là ngã tư Bảy Hiền.

## Địa lý
Phường Bảy Hiền có vị trí địa lý:
- Phía đông giáp các phường Tân Sơn Nhất và Tân Hòa.
- Phía tây giáp phường Tân Bình.
- Phía nam giáp phường Tân Phú.
- Phía bắc giáp phường Tân Sơn.

## Lịch sử
Căn cứ theo khoản 59 Điều 1 Nghị quyết 1685/NQ-UBTVQH15 năm 2025 về sắp xếp đơn vị hành chính cấp xã của Thành phố Hồ Chí Minh (mới) năm 2025 có quy định như sau:
- Sắp xếp toàn bộ diện tích tự nhiên, quy mô dân số của Phường 10, Phường 11 và Phường 12 (quận Tân Bình) thành phường mới có tên gọi là phường Bảy Hiền.

## Địa điểm nổi tiếng
- Chợ Bà Hoa
- Chùa Giác Lâm